# Vandenboschia radicans
Vandenboschia radicans là một loài dương xỉ trong họ Hymenophyllaceae. Loài này được Sw. Copel. mô tả khoa học đầu tiên năm 1938.

## Hình ảnh

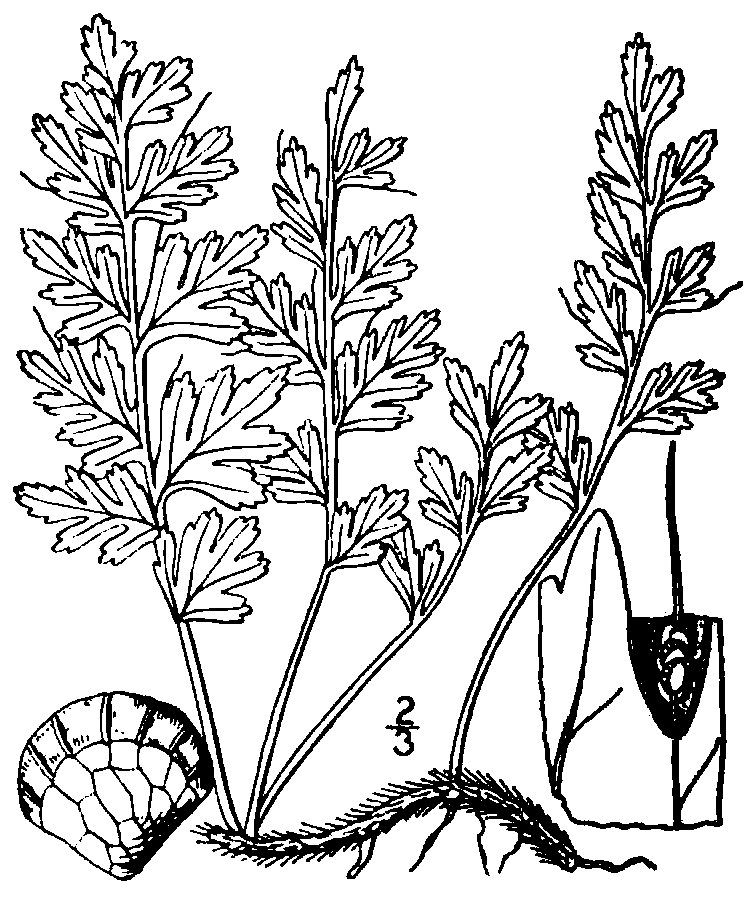
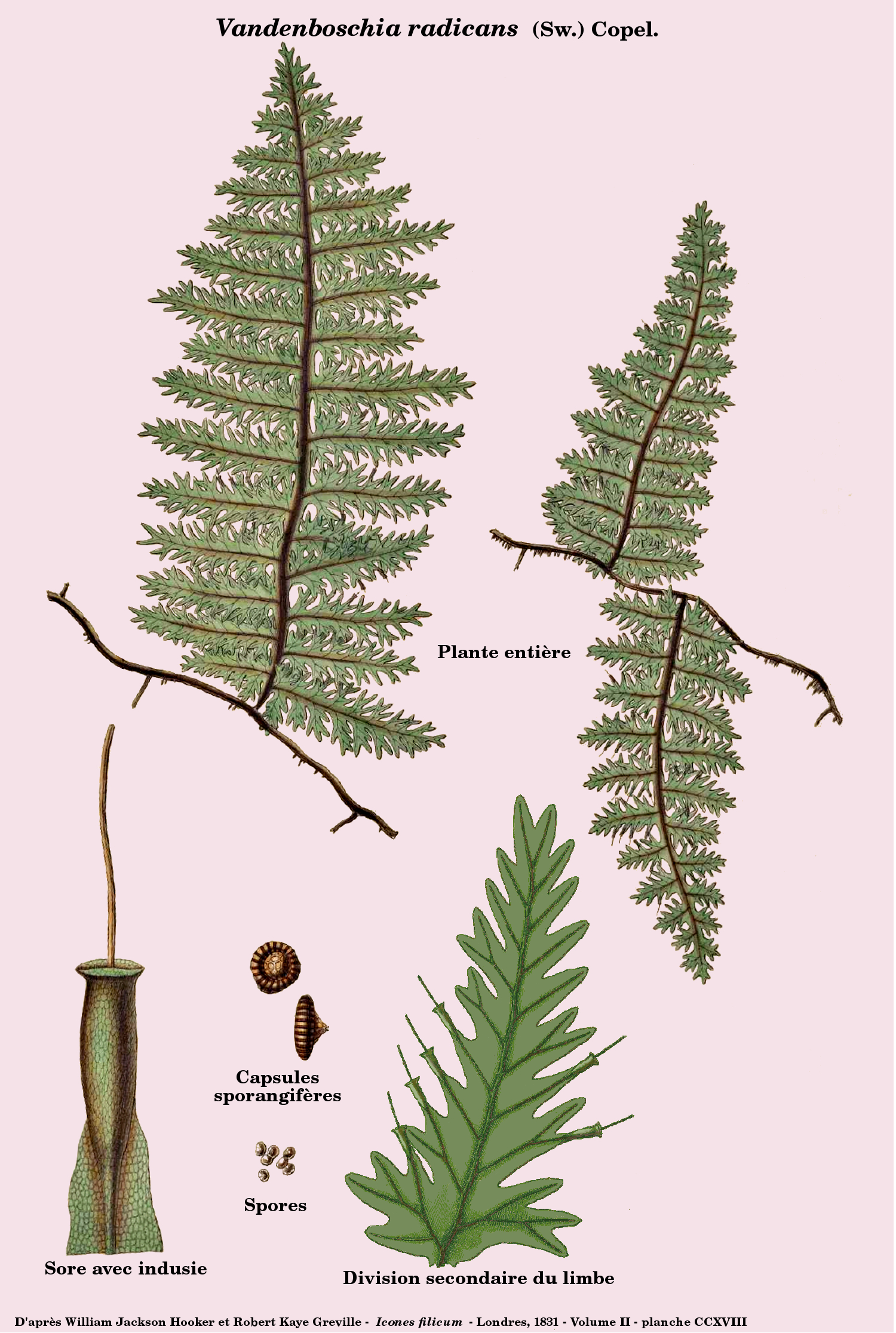